# The Resentments
The Resentments ist eine seit 2000 bestehende US-amerikanische Alternative-Country-Band aus Austin/Texas.

## Geschichte
The Resentments machten sich zunächst als Live-Band einen Namen (traten z. B. auch beim South-by-Southwest-Festival im legendären Saxon Pub auf, wo sie auch sonst regelmäßige Sessions geben), bevor sie sich schließlich gemeinsam ins Studio wagten. In den letzten Jahren tourten sie wiederholt in Europa.
Musikalisch lassen sie sich nur schlecht in eine Schublade stecken: In ihren Stücken finden sich Elemente aus Country, Rock ’n’ Roll, Blues und Rock.
Schlagzeuger John Chipman war von 2007 bis 2012 parallel auch Mitglied der Band of Heathens.

## Diskografie
- 2003: Sunday Night Line-Up
- 2003: Live in Frankfurt 29. September 2003 (Official Blue Rose Bootleg Series)
- 2004: The Resentments
- 2005: Switcheroo
- 2007: On My Way to See You
- 2008: Roselight
- 2012: Welcome to Our Living Room - Live at the Lab in Stuttgart
- 2013: Ghost Ship